# نوديربك عبد الستاروف
نوديربك عبد الستاروف (بالأوزبكية: Nodirbek Abdusattorov) (ولد في 18 سبتمبر 2004) لاعب شطرنج أوزبكي يحمل لقب أستاذ كبير.

## الإنجازات
- يُعتبر ثاني أصغر لاعب شطرنج في التاريخ يحصل على لقب أستاذ كبير وهو أعلى لقب في اللعبة، في سن 13 سنة وشهر و11 يوماً.
- فاز ببطولة العالم تحت 8 سنوات في عام 2012، ضمن بطولة العالم للشطرنج للشباب في ماريبور في سلوفينيا.
- في عام 2014 وفي سن الرابعة عشر هزم أستاذين كبيرين هما أندري جيغالكو ورستم خوستنوتينوف، في دورة غيورغي أغزاموف التذكارية الثامنة، التي أقيمت في مدينة طشقند.
- حصل على لقب أستاذ دولي عام 2017.
- بلغ في تصنيف إيلو 2516 في يناير 2018.
- فاز ببطولة العالم للشطرنج السريع لعام 2021.

## بطولة العالم السريع 2021
في ديسمبر 2021 ، شارك عبد الستاروف في بطولة العالم للشطرنج السريع FIDE ، وحقق نتيجة أولية قدرها 9.5 / 13 في تعادل رباعي على المركز الأول ، بينما هَزم بطل العالم للشطرنج ماغنوس كارلسن.  وحقق فوزًا لاحقًا بنسبة 1.5 / 2 على إيان نيبومنياشتشي في فواصل التعادل ، فاز عبد الستار بالبطولة السريعة وأصبح أصغر بطل عالم للشطرنج السريع في التاريخ، وأصغر بطل عالمي في أي من تنسيقات التحكم في الوقت الثلاثة المعترف بها.    

## روابط خارجية
- نوديربك عبد الستاروف على موقع الاتحاد الدولي للشطرنج (الإنجليزية)
- نوديربك عبد الستاروف على موقع مباريات الشطرنج (الإنجليزية)
- نوديربك عبد الستاروف على موقع 365Chess.com (الإنجليزية)
- نوديربك عبد الستاروف على موقع Chesstempo.com (الإنجليزية)